# Ronville
Ronville est une ancienne localité, puis faubourg de la ville d'Arras. Il est aujourd'hui le nom d'un quartier au sud-est de la ville, peuplé de 2684 habitants en 2024.
Le quartier fait dorénavant partie de la communauté urbaine d'Arras qui regroupe 46 communes et compte 109 776 habitants en 2021.

## Géographie

### Localisation
Situé dans le pays d'Artois, le territoire de Ronville est limitrophe de ceux de deux communes :
| Arras (ville)    | Arras (ville)             |                       |
| Achicourt (Hées) | Ronville                  | Arras (Saint-Sauveur) |
|                  | Achicourt (Petit-Bapaume) |                       |

Ronville était situé au nord au croisement entre le faubourg de la Basècle à l'ouest, et celui de Saint-Vincent à l'est, qui menait à la localité de Saint-Sauveur. Le sud de Ronville était limité par le hameau du Petit-Bapaume au niveau du Temple.
Dans la commune de Pommier dans le sud de l'Artois, on retrouve le Fond Ronville.

## Toponymie
Le nom de la localité est attesté sous les formes Radoni villa en 680, Rotunda villa en 1161, Reonville en 1194, Raonvilla en 1234, Ranville en 1267, Fauxbours de Ronville au XVe siècle.
Ronville est ainsi nommé selon Balderie, à cause du domaine Radonivilla compris dans la donation faite en mai 674 par Saint-Vindicien au Chapitre d'Arras.

## Histoire

### Origines
« On ne sait pas trop quand commença à se peupler le faubourg Ronville, mais il semble bien qu'il faille en reporter l'origine à la même date que celle de la ville. »
— Jean Lestocquoy, Étapes du développement urbain d'Arras
Les terres n'appartiennent pas à l'abbaye, ce qui va favoriser un peuplement par ceux qui veulent se soustraire de toute ingérence, comme les ordres religieux.
Sur la hauteur de ce faubourg, au lieu dit les Hées à droite de l'angle formé par cette route et le chemin de Saint-Sauveur à Agny (Rue du Temple actuelle), s'éleva au 11e siècle une commanderie de Templiers, qui à la destruction de cet ordre échut aux chevaliers de Saint-Jean de Jérusalem.
À cause de la commanderie, le Faubourg Ronville a été anciennement nommé Faubourg du Temple ; puis Faubourg des Alouettes, à cause d'une de ses maisons nommée ainsi sur la route de Bapaume.
Le faubourg restera toujours en dehors de l'enceinte, il ne sera périodiquement brulé car les sièges obligent à démolir ces habitations.

### Le pouvoir
D'après Guiman, Ronville, vicus Rontunde ville, formait de son temps, un districtus, autrement dit un pouvoir, avec son four banal, appelé furnus Walberti : or, ce Walbertus ou Wabertus ne serait autre que le maire de Ronville en 1170, major de Rontunda villa.

## Lieux notables

### Carrière Wellington
Lieu de mémoire de la Première Guerre mondiale, ce réseau de galeries souterraines a joué un rôle majeur dans la prise des lignes allemandes et a permis d'épargner la vie de nombreux soldats alliés en les faisant passer par le sous-sol. Elle fait partie des 19 kilomètres de carrières souterraines d'Arras.